# Zacatelco (kommun)
Zacatelco är en kommun i Mexiko.   Den ligger i delstaten Tlaxcala, i den sydöstra delen av landet, 90 km öster om huvudstaden Mexico City. Antalet invånare är 38 654. Arean är 31 kvadratkilometer.
Terrängen i Zacatelco är en högslätt.
Följande samhällen finns i Zacatelco:
- Zacatelco